# 丹斯維爾 (紐約州斯托本縣)
丹斯維爾（英語：Dansville）是一個位於美國紐約州斯托本縣的鎮。

## 人口
根據2020年美國人口普查的數據，丹斯維爾的面積為124.50平方千米，當中陸地面積為124.30平方千米，而水域面積為0.20平方千米。當地共有人口1835人，而人口密度為每平方千米15人。